# Hành động của Wikimedia Foundation với Wikipedia tiếng Ả Rập và Ba Tư năm 2022
Các hành động của Wikimedia Foundation năm 2022 đối với người dùng ở khu vực Trung Đông và Bắc Phi bao gồm một loạt các biện pháp được Wikimedia Foundation thực hiện vào ngày 6 tháng 12 năm 2022 đối với Wikipedia tiếng Ả Rập và Wikipedia tiếng Ba Tư, dẫn đến tổng cộng 16 người dùng bị cấm, bao gồm bảy bảo quản viên Wikipedia tiếng Ả Rập. Wikimedia Foundation tuyên bố rằng những người dùng Wikipedia này đã tham gia vào hoạt động tuyên truyền xung đột lợi ích, trong khi tổ chức nhân quyền Democracy for the Arab World Now cáo buộc những người dùng Wikipedia này bị chính phủ Ả Rập Xê Út kiểm soát và hành động này có liên quan đến việc tuyên án hai người dùng Wikipedia tiếng Ả Rập lần lượt là 32 và 8 năm tù tại Ả Rập Xê Út vào năm 2020.

## Bối cảnh
Vào tháng 9 năm 2020, chính phủ Ả Rập Xê Út đã bắt giữ Osama Khalid và Ziyad al-Sofiani, cựu bảo quản viên của Wikipedia tiếng Ả Rập, và vào cùng ngày, buộc tội họ 'chi phối dư luận' và 'vi phạm đạo đức công cộng'. Tòa án Hình sự Chuyên biệt của đất nước này đã kết án họ lần lượt là năm và tám năm tù tại nhà tù Al-Ha'ir ở Riyadh. Vào tháng 9 năm 2022, Tòa án Hình sự Chuyên biệt đã tăng án tù của Khalid lên 32 năm cho cùng những tội danh này.

## Hành động
Vào ngày 6 tháng 12 năm 2022, Wikimedia Foundation thông báo rằng sau một cuộc điều tra nội bộ bắt đầu vào tháng 1 năm 2022, họ đã cấm 16 người dùng vì nghi ngờ có "sửa đổi xung đột lợi ích". Wikimedia Foundation tuyên bố, "Trong cuộc điều tra đó, chúng tôi có thể xác định một số người dùng có quan hệ chặt chẽ với các bên ngoài, họ đã chỉnh sửa nền tảng theo cách phối hợp để thúc đẩy mục tiêu của các bên đó." Trong tuyên bố ngày 9 tháng 1 năm 2023, Wikimedia Foundation phủ nhận rằng cả 16 cá nhân đều ở Ả Rập Xê Út, nhưng không công khai bất kỳ chi tiết nào về những phát hiện của họ và "sửa đổi xung đột lợi ích". Wikimedia Foundation nói thêm rằng trước khi tiến hành cuộc điều tra vào tháng 1 năm 2022, họ nghi ngờ có sửa đổi có tính xung đột lợi ích ở Wikipedia từ khu vực MENA.
Trong số 16 người dùng bị cấm, ít nhất chín người đến từ Ả Rập Xê Út, bao gồm bảy bảo quản viên, tất cả đều là công dân của quốc gia này. Một người là người Kuwait, nhưng chủ yếu sửa đổi các trang liên quan đến Ả Rập Xê Út. 10 người dùng bị cấm có sửa đổi chủ yếu trên Wikipedia tiếng Ả Rập, 3 người dùng bị cấm có sửa đổi chủ yếu trên Wikipedia tiếng Ba Tư và 3 người dùng bị cấm có sửa đổi trên cả Wikipedia tiếng Ả Rập và tiếng Ba Tư. Tất cả bảo quản viên ở Ả Rập Xê Út đều bị Wikimedia Foundation cấm.
Các nhóm nhân quyền cáo buộc những người dùng bị cấm đã hành động hoặc bị buộc phải hành động như những điệp viên của chính phủ Ả Rập Xê Út bằng cách "khuyến khích nội dung tích cực về chính phủ và xóa nội dung chỉ trích chính phủ". Các sửa đổi của họ bao gồm việc làm dịu ngữ điệu về vụ sát hại Jamal Khashoggi, một mục quảng bá Quỹ đầu tư công, hồ sơ của bộ trưởng chính phủ Faisal Alibrahim, một mục về dự án "The Line" của Thái tử Mohammed bin Salman và một mục về vụ bắt giữ tàu Iran-Hy Lạp năm 2022. Về phần mình, Wikimedia Foundation cho biết "không có khả năng về trường hợp này" và không tìm thấy bằng chứng nào về sự xâm nhập, cho biết thêm rằng một số người dùng bị cấm "có thể là người Ả Rập Xê Út".

## Phản ứng
"Việc xâm nhập Wikipedia là một ví dụ khác về những nỗ lực liên tục của chính phủ Ả Rập Xê Út nhằm kiểm soát việc tạo ra thông tin trực tuyến và kiến thức trong khu vực của chúng tôi", nhà hoạt động nhân quyền Mohamed Najem cho biết. Một nhà hoạt động nhân quyền khác, Sarah Leah Whitson, tuyên bố, "Các tổ chức và tập đoàn quốc tế nào nghĩ rằng các chi nhánh của họ có thể hoạt động an toàn, độc lập với sự kiểm soát của chính phủ Ả Rập Xê Út thì cực kỳ vô trách nhiệm".
Cộng đồng Wikipedia nói tiếng Ả Rập bày tỏ sự phẫn nộ trước tính chất bí mật trong cuộc điều tra của Wikimedia Foundation và kêu gọi tổ chức này tạo ra một mô hình minh bạch hơn, trong đó cộng đồng có thể tự chịu trách nhiệm.